# Victor Arbez
Victor Arbez (* 17. Mai 1934 in Bellefontaine; † 22. Januar 2016) war ein französischer Skilangläufer und Biathlet. Er nahm an vier Olympischen Winterspielen teil.
Victor Arbez startete für den Ski Club Morbier Bellefontaine. Er nahm bei den Olympischen Winterspielen 1956 in Cortina d’Ampezzo an seinen ersten Olympischen Spielen teil. Über 15 Kilometer belegte er den 52. Platz und wurde mit René Mandrillon, Benoît Carrara und Jean Mermet Sechster im Staffelrennen. Gemeinsam mit den Brüdern Louis und Paul Romand gewann er 1958 und 1959 den traditionsreichen Langlaufwettbewerb La coupe Gérard Montefiore um eine ursprünglich von Paul Landowski geschaffene Trophäe. In Squaw Valley kam er 1960 in der französischen Staffel in derselben Besetzung Siebter, halbierte seine Platzierung über 15 Kilometer auf den 26. Platz und nahm am ersten olympischen Biathlonrennen teil. Mit zur zwei von 20 möglichen Treffern war er neben seinem Mannschaftskameraden Paul Romand schlechtester Schütze im Feld, was ihm 36 Strafminuten einbrachte. Mit einer Stunde und 25:58,4 Minuten lief er dafür die beste Langlaufzeit. In der Gesamtwertung belegte er damit den 25. von 30 Plätzen. 1964 belegte Arbez in Innsbruck sowohl über 15 als auch über 30 Kilometer den 20. Platz und wurde mit Félix Mathieu, Roger Pires und Paul Romand im Staffelrennen wie schon acht Jahre zuvor Sechster. In Grenoble folgte die vierte Teilnahme an Olympischen Winterspielen. Arbez wurde über 15 Kilometer 28. und mit Félix Mathieu, Philippe Baradel und Roger Pires Elfter im Staffelwettbewerb.
Sein Bruder ist der Skispringer Maurice Arbez, seine Großnichte die Skirennläuferin Tess Arbez.

## Belege
1. ↑  François Buffard: Coupes Montefiore – Quatrième Challenge. morez1900.net, archiviert vom Original am 6. Januar 2009; abgerufen am 2. Mai 2010 (französisch).
2. ↑  Tess Arbez’s complex path to Pyeongchang is now all downhill. Abgerufen am 19. April 2024 (englisch).

| Personendaten    | Personendaten                            |
| ---------------- | ---------------------------------------- |
| NAME             | Arbez, Victor                            |
| KURZBESCHREIBUNG | französischer Skilangläufer und Biathlet |
| GEBURTSDATUM     | 17. Mai 1934                             |
| GEBURTSORT       | Bellefontaine                            |
| STERBEDATUM      | 22. Januar 2016                          |